# Roadracing-VM 1970
Världsmästerskapen i Roadracing 1970 arrangerades av F.I.M. Säsongen bestod av tolv Grand Prix i sex klasser: 500cc, 350cc, 250cc, 125cc, 50cc och Sidvagnar 500cc. Den inleddes 3 maj med Västtysklands Grand Prix och avslutades med Spaniens Grand Prix 27 september.
| Klass   | Mästare individuellt            | Mästare konstruktörer |
| ------- | ------------------------------- | --------------------- |
| 500GP   | Giacomo Agostini                | MV Agusta             |
| 350GP   | Giacomo Agostini                | MV Agusta             |
| 250GP   | Rodney Gould                    | Yamaha                |
| 125GP   | Dieter Braun                    | Suzuki                |
| 50GP    | Ángel Nieto                     | Derbi                 |
| Sidvagn | Klaus Enders/Kalauch+Engelhardt | BMW                   |

## Säsongen i sammanfattning
Regerande världsmästaren Giacomo Agostini på MV Agusta dominerade som vanligt 500-klassen. Han vann även 350-klassen, efter motstånd från Kel Carruthers och Renzo Pasolini på Benelli och Rodney Gould på Yamaha. Gould vann 250-titeln åt Yamaha, efter kamp med Carruthers under hela säsongen. Tysken Dieter Braun gav Suzuki 125-segern under det att Derbi-föraren Angel Nieto vann 50-kubiksklassen för andra året i rad.
Den spanske föraren Santiago Herrero omkom under Isle of Man TT. Ossa-fabriken sluta tävla efter olyckan.

## 1970 års Grand Prix-kalender
| Omgång | Datum  | Grand Prix      | Bana             | Segrare 50cc      | Segrare 125cc     | Segrare 250cc    | Segrare 350cc     | Segrare 500cc     | Segrare Sidvagn   |
| ------ | ------ | --------------- | ---------------- | ----------------- | ----------------- | ---------------- | ----------------- | ----------------- | ----------------- |
| 1      | 3/5    | Västtyskland    | Nürburgring      | Angel Nieto       | John Dodds        | Kel Carruthers   | Giacomo Agostini  | Giacomo Agostini  | Auerbacher/Hahn   |
| 2      | 17/5   | Frankrike       | Bugatti, Le Mans | Angel Nieto       | Dieter Braun      | Rodney Gould     |                   | Giacomo Agostini  | Enders/Kalauch    |
| 3      | 24/5   | Jugoslavien     | Opatija Circuit  | Angel Nieto       | Dieter Braun      | Santiago Herrero | Giacomo Agostini  | Giacomo Agostini  |                   |
| 4      | 8–12/6 | Isle of Man TT  | Mountain course  |                   | Dieter Braun      | Kel Carruthers   | Giacomo Agostini  | Giacomo Agostini  | Enders/Kalauch    |
| 5      | 27/6   | TT Assen        | TT Circuit Assen | Angel Nieto       | Dieter Braun      | Rodney Gould     | Giacomo Agostini  | Giacomo Agostini  | Auerbacher/Hahn   |
| 6      | 5/7    | Belgien         | Spa              | Aalt Toersen      | Angel Nieto       | Rodney Gould     |                   | Giacomo Agostini  | Butscher/Huber    |
| 7      | 12/7   | Östtyskland     | Sachsenring      | Aalt Toersen      | Angel Nieto       | Rodney Gould     | Giacomo Agostini  | Giacomo Agostini  |                   |
| 8      | 19/7   | Tjeckoslovakien | Masaryk Circuit  | Aalt Toersen      | Gilberto Parlotti | Kel Carruthers   | Giacomo Agostini  |                   | Enders/Engelhardt |
| 9      | 278    | Finland         | Imatra           |                   | Dave Simmonds     | Rodney Gould     | Giacomo Agostini  | Giacomo Agostini  | Enders/Engelhardt |
| 10     | 15/8   | Ulster          | Dundrod          | Angel Nieto       |                   | Kel Carruthers   | Giacomo Agostini  | Giacomo Agostini  | Enders/Engelhardt |
| 11     | 13/9   | Nationernas GP  | Monza            | Jan de Vries      | Angel Nieto       | Rodney Gould     | Giacomo Agostini  | Giacomo Agostini  |                   |
| 12     | 27/9   | Spanien         | Montjuïc         | Salvador Cañellas | Angel Nieto       | Kent Andersson   | Angelo Bergamonti | Angelo Bergamonti |                   |

### Poängräkning

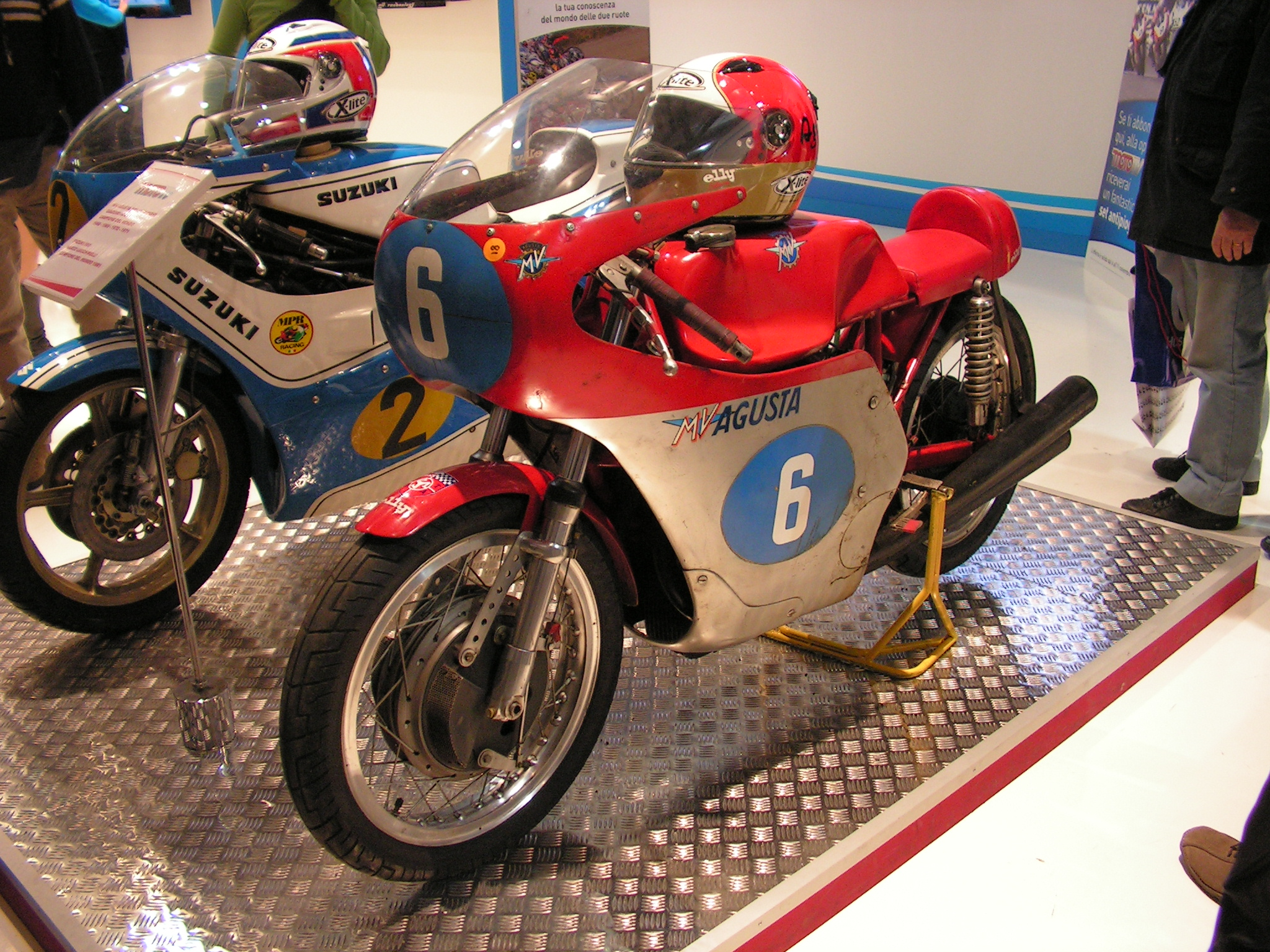
MV Agusta 350 som användes av Angelo Bergamonti. I bakgrunden torde det vara Dieter Brauns Suzuki 125, som han blev världsmästare på.

De tio främsta i varje race fick poäng enligt tabellen nedan. De sex bästa resultaten räknades i mästerskapen för 50cc, 125cc, 350cc och 500cc, de sju bästa resultaten för 250cc och de fem bästa resultaten för sidvagnarna.
| Plats | 1  | 2  | 3  | 4 | 5 | 6 | 7 | 8 | 9 | 10 |
| ----- | -- | -- | -- | - | - | - | - | - | - | -- |
| Poäng | 15 | 12 | 10 | 8 | 6 | 5 | 4 | 3 | 2 | 1  |

## 500GP
Mästare för sjunde året i rad blev Giacomo Agostini. Han vann 10 av 11 race för MV Agusta och var klar världsmästare efter sjätte deltävlingen då han uppnått maxpoäng.

### Slutställning 500
| Plats | Förare            | Land           | Motorcykel | Poäng | Segrar |
| ----- | ----------------- | -------------- | ---------- | ----- | ------ |
| 1     | Giacomo Agostini  | Italien        | MV Agusta  | 90    | 10     |
| 2     | Ginger Molloy     | Nya Zeeland    | Kawasaki   | 62    | 0      |
| 3     | Angelo Bergamonti | Italien        | MV Agusta  | 59    | 1      |
| 4     | Tommy Robb        | Storbritannien | Seeley     | 36    | 0      |
| 5     | Alberto Pagani    | Italien        | Linto      | 30    | 0      |
| 6     | Alan Barnett      | Storbritannien | Seeley     | 24    | 0      |
| 7     | Christian Ravel   | Frankrike      | Kawasaki   | 24    | 0      |
| 8     | Jack Findlay      | Australien     | Seeley     | 24    | 0      |
| 9     | Martti Pesonen    | Finland        | Yamaha     | 24    | 0      |
| 10    | Peter Williams    | Storbritannien | Matchless  | 22    | 0      |

## 350GP
Agostini vann 9 av 10 Grand Prix och var klar världsmästare efter sjätte deltävlingen då han uppnått maxpoäng..

### Slutställning 350
| Plats | Förare            | Land           | Motorcykel | Poäng | Segrar |
| ----- | ----------------- | -------------- | ---------- | ----- | ------ |
| 1     | Giacomo Agostini  | Italien        | MV Agusta  | 90    | 9      |
| 2     | Kel Carruthers    | Australien     | Benelli    | 58    | 0      |
| 3     | Renzo Pasolini    | Italien        | Benelli    | 46    | 0      |
| 4     | Kent Andersson    | Sverige        | Yamaha     | 44    | 0      |
| 5     | Martti Pesonen    | Finland        | Yamaha     | 38    | 0      |
| 6     | Rodney Gould      | Storbritannien | Yamaha     | 28    | 0      |
| 7     | Angelo Bergamonti | Italien        | MV Agusta  | 27    | 1      |
| 8     | Günter Bartusch   | Östtyskland    | MZ         | 20    | 0      |
| 9     | Alan Barnett      | Storbritannien | Aermacchi  | 20    | 0      |
| 10    | Tommy Robb        | Storbritannien | Yamaha     | 18    | 0      |